# 张秀熟
张秀熟（1893年—1995年），男，四川平武人，中华人民共和国政治人物。曾任川西行署文教厅厅长，四川省教育厅厅长。

## 生平
1954年，当选第一届全国人民代表大会代表。